# Wingfield Manor
Wingfield Manor er ruinen af en herregård nær landsbyen South Wingfield omkring 6 km vest for byen Alfreton i Derbyshire. Den kan dateres tilbage til 1400-tallet, men blev forladt i 1770'erne.
Ruinerne drives af English Heritage, og er på Historic Englands Heritage at Risk Register. Den er ikke åben for offentligheden.